# Transport Giant
Transport Giant (рус. Транспортный олигарх, встречается также некорректный вариант Транспортная империя) — компьютерная игра, экономическая стратегия в реальном времени. Игрок выступает в качестве управляющего транспортной компании и пытается получить максимальную прибыль за счёт доставки пассажиров и грузов различными видами транспорта. Ремейк игры Transport Tycoon. Впоследствии к игре вышло дополнение Transport Giant: Down Under (рус. Транспортный олигарх. Новый континент).

## Принцип игры
Игрок стремится заполучить как можно больше прибыли за счёт перевозки грузов между различными предприятиями и пассажиров между городами. Для этого в его распоряжении находится разнообразный парк транспортных средств для перевозок по суше, небу и воде. Начинается игра с 1850 года с относительно простых транспортных средств (например, гужевой) и в дальнейшем с течением времени транспорт постепенно улучшается и развивается, а производительность предприятий возрастает.
Из основных отличий игры стоит отметить следующие:
- действие разворачивается на частях света — Европа, Австралия и Америка, каждая из которых содержит кампанию из 7 миссий.
- значительно увеличены размеры карт
- добавлен генератор случайных карт
- 3 уровня сложности с возможностью их дополнительного усложнения
- число типов транспорта повышено до 7, а число конкретных видов транспорта около 140
- около 60 типов предприятий и фабрик
- 7 исторических эпох общей продолжительностью 200 лет
- в поездах появилась возможность кратной тяги локомотивами, а число вагонов в составе может достигать 64-х
- повышена вместимость судов.

## Тип игры
Существует два типа игры: Кампании и Бесконечные игры.
Кампаний в игре две (по одной на каждую часть света), насчитывающих 17 заданий (10 за Америку и 7 за Европу). В заданиях игрок ограничен во времени (как правило, 10-15 лет), также существует выбор одного из трёх уровней сложности: лёгкий, средний, сложный.
В отличие от Кампаний, в Бесконечной игре, как понятно из названия, игрок во времени не ограничен. Изначально в этом типе игрок может выбрать: играть на уже готовой карте, созданной разработчиками, либо создать случайную, которая генерируется по параметром, заданным игроком. Размеры карт бывают 4 вариантов, от маленькой (256×256 клеток), до огромной (2048×2048). Также они отличаются по странам света и по местности (Север и Юг).

## Транспорт в игре
Вся игра строится вокруг транспорта, который в данной игре весьма разнообразен. В игре весь транспорт разделён на 6 групп:
- Лошади и грузовики — следуют по дорогам и в качестве конечных точек используют Автостанции.
  - Гужевой транспорт (лошади и волы) — единственный вид безрельсового сухопутного транспорта, доступный в XIX веке. Состоит из лошадей и волов. Практически неприхотливый вид транспорта, который не требует затрат на ремонт, который может перевозить какой угодно груз на сколь угодно большое расстояние (при наличии соответствующих путей сообщения). Для повышения силы тяги, можно формировать упряжку сразу из нескольких животных (до 8). Однако имеют малую грузоподъёмность (1 единица), невысокую скорость и относительно высокую стоимость эксплуатации. Исчезает из продажи с 1930 года (чистокровная лошадь — с 1940 года).
  - Грузовики — перевозит небольшие объёмы грузов (но не пассажиров) и весьма дешёв в эксплуатации.
  - Автобусы — перевозит небольшое число пассажиров, дешёв в эксплуатации, но и прибыли приносит немного
- Поезда — следуют по рельсовым путям и в качестве конечных точек используют Железнодорожные станции.
  - Конка — тоже гужевой транспорт, но рельсовый. Также в отличие от обычного вьючно-гужевого транспорта, конка может перевозить до 8 единиц груза, лошади для конки несколько дешевле, а стоимость эксплуатации вдвое ниже. С 1920 года исчезает из продажи.
  - Локомотивы
  - Монорельс
  - Маглев (в игре назван Суперпроводник)
- Корабли — перемещаются по воде и в качестве конечных точек используют Порты. Имеют относительно высокую стоимость и среднюю скорость, но высокую (а на поздних моделях — очень большую) вместимость. В игре строго разделены пассажирские суда (яхты, лайнеры) и грузовые. Грузовые также могут отличаться по характеру груза: для насыпного (балкеры), смешанного (контейнеровозы) и наливного (танкеры). Приносят прибыль от средней и выше.
- Дирижабли — перемещаются по воздуху и в качестве конечных точек используют Стоянки для дирижаблей. В игре представлен практически одним видом, который появляется в 1914 году и может перевозить только почту и пассажиров. Имеет среднюю стоимость (3,5 млн), относительно среднюю скорость (103 км/ч или 62 миль/ч) и небольшую вместимость (40 почты или 50 пассажиров, что всё же выше, чем у первых самолётов). Приносит среднюю прибыль. Благодаря очень высокой надёжности может работать более полувека, даже наравне с первыми реактивными и турбовинтовыми самолётами.
- Самолёты — перемещаются по воздуху и в качестве конечных точек используют Аэропорты. Имеют относительно высокую стоимость. Вместимость же изначально малая, но со временем, по мере появления все более совершенных моделей, повышается до средней. Первые модели могут перевозить только пассажиров и почту, в дальнейшем самолёты разделяются на пассажирские (хотя некоторые из них могут возить и почту) и грузовые. Благодаря высокой скорости приносит большую прибыль.
- Вертолёты — перемещаются по воздуху и в качестве конечных точек используют Вертолётные площадки. Дешевле самолётов (хотя всё равно дорог), а Вертолётные площадки меньше Аэропортов. Однако вертолёт может перевозить лишь небольшое число пассажиров или почты. Приносит малую прибыль.

## Переиздание
5 сентября в сервисе цифровой дистрибуции Steam вышла адаптированная под ОС Windows 7 и 8 версия игры, включающая в себя дополнение "Новый континент" и имеющая подзаголовок "Steam Edition"

## Отзывы
| Сводный рейтинг | Сводный рейтинг |
| Агрегатор       | Оценка          |
| --------------- | --------------- |
| GameRankings    | 64,83 %         |